# Najnepoštenije ubojstvo
Najnepoštenije ubojstvo (eng. Murder Most Foul) je pretposljednji od četiri MGM-ova filma o Miss Marple, koju je u svim dijelovima tumačila Margaret Rutherford. S njom glavne uloge tumače i Stringer Davis i Charles Tingwell. Ovoj je ujedno zadnji film koji je baziran na romanu Agathe Christie. Četvrti nije baziran ni na kojem djelu, a prva tri jesu. Ovaj film je baziran na romanu Gospođa McGinty je mrtva, u kojem, kao i u drugom filmu, Poirota zamjenjuje Miss Marple.

## Radnja
Miss Marple je jedini član porote koji misli da je optuženi nevin. No kako to dokazati? Ona odlučuje da se pridruži lokalnoj glumačkoj trupi kako bi istražila ubojstvo i otkrila ubojicu. Još netko od porotnika misli da je optuženi nevin, samo se boji tu svoju misao izreći naglas. Zato čeka da miss Marple načini prvi korak, što je ona i učinila. U glumačkoj trupi je srela staru glumicu, kojoj je poznat događaj, i koja je bila svjedok tome, ali ju je strah za svoju sigurnost, i zbog toga nije prije pričala ništa o tome.

## Glumci
- Margaret Rutherford — Miss Marple
- Stringer Davis — G. Stringer
- Ron Moody — H. Driffold Cosgood
- Andrew Cruikshank — Sudac Crosby
- Bud Tingwell — Inspektor Craddock
- Megs Jenskins — Gladys Thomas
- Dennis Price — Harris Tumbrill

## Vanjske poveznice
- Najnepoštenije ubojstvo u internetskoj bazi filmova IMDb-a